# Grésy-sur-Isère
Grésy-sur-Isère (früher italienisch Gresì) ist eine französische Gemeinde mit 1.197 Einwohnern (Stand: 1. Januar 2022) im Département Savoie in der Region Auvergne-Rhône-Alpes. Sie gehört zum Kanton Albertville-2 im Arrondissement Albertville und ist Mitglied im Gemeindeverband Communauté de communes de la Haute Combe de Savoie.

## Geografie
Grésy-sur-Isère liegt etwa 26 Kilometer ostnordöstlich von Chambéry und etwa 13 Kilometer südwestlich von Albertville im Tal der Isère. Umgeben wird Grésy-sur-Isère von den Nachbargemeinden École im Norden und Nordwesten, Montailleur im Osten und Nordosten, Aiton im Süden sowie Fréterive im Westen. Die Gemeinde liegt innerhalb des Regionalen Naturparks Massif des Bauges.

## Bevölkerungsentwicklung
| Jahr                       | 1954 | 1962 | 1968 | 1975 | 1982 | 1990 | 1999 | 2006 | 2018 |
| -------------------------- | ---- | ---- | ---- | ---- | ---- | ---- | ---- | ---- | ---- |
| Einwohner                  | 632  | 593  | 611  | 626  | 587  | 890  | 1043 | 1216 | 1229 |
| Quellen: Cassini und INSEE |      |      |      |      |      |      |      |      |      |

## Sehenswürdigkeiten
- ehemalige Kirche Saint-Pierre-aux-Liens
- aktuelle Kirche Saint-Pierre-ès-Liens
- Kapelle Saint-Roch im Ortsteil Fontaine

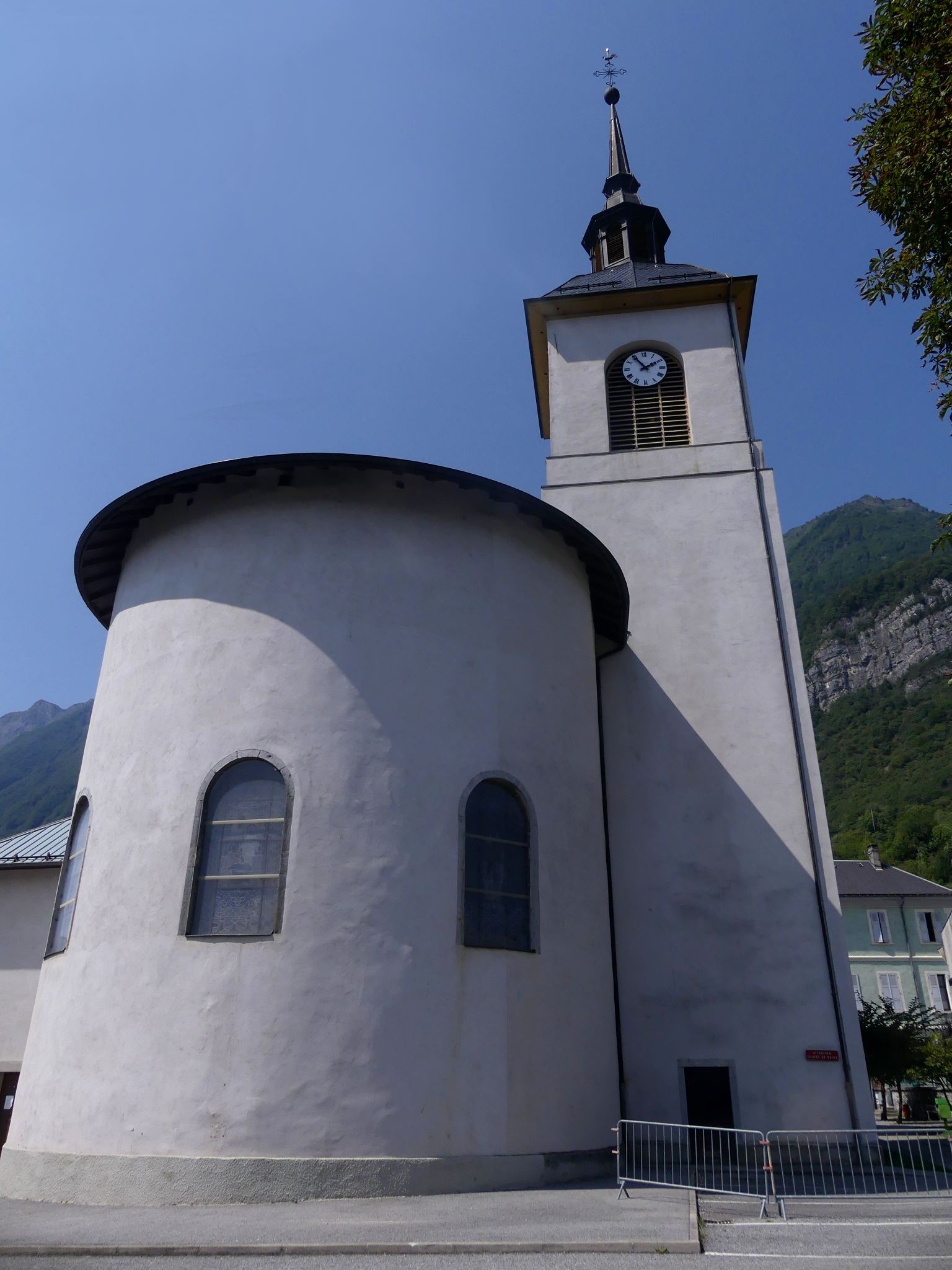
Kirche Saint-Pierre-ès-Liens

- Haus Pajean
- Turm Pacoret
- Ökomuseum Les Coteaux du Salins